# Церов Лог
Церов Лог (словен. Cerov Log) је насељено место у општини Шентјернеј, регија Југоисточна Словенија, Словенија.

## Историја
До територијалне реорганизације у Словенији био је у саставу старе општине Ново Место.

## Становништво
У попису становништва из 2011. године, Церов Лог је имао 227 становника.
| Број становника према пописима | Број становника према пописима | Број становника према пописима |
| ------------------------------ | ------------------------------ | ------------------------------ |
| 1991                           | 2002                           | 2011                           |
| 196                            | 205                            | 227                            |

Напомена: Године 2003. извршена је мала размена територија између насеља Церов Лог и Горење Врхпоље, а 2010. између насеља Церов Лог и Михово.

## Галерија
- Дом на Миклавжу
- поток Пендирјевка
- извор Минутник